# Biblioteca de Derecho de la Universidad de Puerto Rico
La Biblioteca de Derecho es el eje principal de la Escuela de Derecho de la Universidad de Puerto Rico.  Los orígenes de la biblioteca se remontan al año 1922 cuando contó por primera vez con un bibliotecario y una sala dedicada a libros de derecho. La Biblioteca de Derecho es la mejor dotada del país y la más grande de la región del Caribe.  Su misión principal es apoyar los programas de enseñanza e investigación jurídica de la Escuela de Derecho para formar y preparar abogados y juristas competentes. Para alcanzar esta meta, la Biblioteca provee recursos actualizados que apoyan su currículo y las actividades de la comunidad académica de la Escuela de Derecho.  Su visión es promover la excelencia en la educación y la investigación jurídica mediante el desarrollo continuo de sus colecciones y recursos tecnológicos así como ofrecer un servicio de vanguardia integrando las nuevas innovaciones tecnológicas.
En sus inicios, el control administrativo y financiero de la Biblioteca de Derecho respondía a la Biblioteca General del Recinto de Río Piedras. En la década de los años 50 la Biblioteca se convirtió en un organismo autónomo dependiente de la Escuela de Derecho siguiendo los estándares de las agencias acreditadoras.
Las dos grandes tradiciones jurídicas que se entrelazan en Puerto Rico, la del derecho civil romano-germánico y la del derecho común angloamericano, están ampliamente representadas en la colección de la Biblioteca de Derecho más que en cualquier otra Biblioteca de derecho del mundo.
El desarrollo de la Biblioteca a través de los años ha sido paralelo con el desarrollo de la Escuela de Derecho y de su currículo. Se ha tomado en consideración, además, los requisitos que establecen los diferentes organismos acreditadores, y la relación con la comunidad jurídica de Puerto Rico y Estados Unidos. Desde la pasada década esta relación se ha extendido con las comunidades jurídicas de los países del Caribe, América Latina y Europa debido a la ampliación del currículo de la Escuela y los cursos sobre derecho internacional, comparado y extranjero; así como a la internacionalización de los programas.
La colección bibliográfica consta de más de 400,000 volúmenes encuadernados y equivalentes en microforma.  Cuenta con sobre 80,000 títulos y varios sistemas de investigación jurídica computarizados.  La Biblioteca es depositaria selectiva de los documentos de la Oficina de Publicaciones del Gobierno de los Estados Unidos (GPO, por sus siglas en inglés) desde 1991 así como de las comunidades Europeas desde 1990 y fue designada por el Parlamento Centroamericano como depositaria de sus publicaciones. Luego de la última ampliación en el año 2000, la Biblioteca cuenta con instalaciones físicas modernas con un espacio de aproximadamente 74,275 pies cuadrados.
El recurso humano de la Biblioteca de Derecho está altamente cualificado. Cuenta con bibliotecarios profesionales y personal de apoyo, comprometidos en satisfacer las necesidades de investigación y de currículo de los estudiantes y de la facultad de la Escuela de Derecho.

## Composición de la Colección
Las colecciones principales de la Biblioteca de Derecho son:
- Colección Jurídica de Puerto Rico - Contiene toda la jurisprudencia y la legislación disponible en el país. Diversos tratados en materias pertinentes al derecho puertorriqueño. Las leyes codificadas y actualizadas conocidas como las Leyes de Puerto Rico Anotadas (L.P.R.A.) se encuentran disponibles para libre acceso de toda la comunidad.
- Colección Jurídica Española - Contiene varias fuentes de legislación, jurisprudencia y tratados sobre diversos temas jurídicos de España. Contiene también una buena colección de la casa publicadora Aranzadi. Es una de las colecciones más importantes del país.
- Colección Jurídica del Caribe - La Biblioteca de Derecho es depositaria del  Parlamento Centroamericano Archivado el 29 de diciembre de 2008 en Wayback Machine. y de las publicaciones jurídicas (legislación) de los países incluidos en la Cuenca del Caribe. Entre estos se incluyen los países del Caribe, Centro y Sur América.
- Colección de Derecho Extranjero - Incluye tratados, jurisprudencia y legislación de varios países del mundo.
- Colección de Derecho Internacional - Incluye colecciones de acuerdos y tratados internacionales de los EE.UU. Contiene además recursos de las cortes internacionales y otros.
- Colección de la Unión Europea - La Biblioteca de Derecho es depositaria de documentos de la  Unión Europea. Esta colección contiene tratados, jurisprudencia y legislación de la Unión Europea.
- Sala de Documentos Judiciales y Colecciones Especiales - Esta sala funge como archivo de los materiales legados por los jueces del Tribunal Supremo de Puerto Rico y otros grandes intérpretes del derecho puertorriqueño y dominicano.
- Colección de Referencia - Esta colección se compone de material de acceso rápido a diccionarios de todo tipo, enciclopedias académicas y jurídicas, citarios, guías, manuales, directorios, índices y otros recursos útiles para la investigación.
- Colección General - Es una de las colecciones más abarcadoras sobre el derecho norteamericano (estadounidense) disponible en Puerto Rico. Contiene recursos bibliográficos sobre temas como: propiedad intelectual, patentes, quiebra, derecho de construcción, derecho procesal civil, evidencia, derecho laboral entre otros. También contiene obras y tratados de interés general.
- Colección de Microformas - Una importante colección que contiene el U.S. Congressional Serial Set además de varias gacetas de países latinoamericanos y del Caribe.
- Colección de Revistas - Sin lugar a dudas es una de las colecciones más importantes de revistas impresas en todo Puerto Rico. Compuesta en su mayoría por revistas norteamericanas y españolas es una fuente invaluable para los investigadores de que asisten a la Biblioteca.
- Colección de Fuentes Estatales - Esta colección impresa incluye legislación y jurisprudencia básica actualizada de los 50 estados de EE.UU. de América. Estas fuentes también están disponibles en los servicios privados de bases de datos.

## Servicios
- Circulación de Libros - El catálogo de libros de la Biblioteca de Derecho se encuentra disponible a través de la Internet. La Biblioteca de Derecho es de anaqueles abiertos. Todo el mundo puede tener acceso a la misma. Sin embargo los préstamos de libros están limitados a estudiantes y profesores del Recinto de Río Piedras de la Universidad de Puerto Rico. Otros estudiantes de otras universidades podrán solicitar préstamos a través del servicio de préstamo interbibliotecario.

- Préstamos Interbibliotecarios - Cualquier universidad de mundo que esté suscrita al servicio de préstamo interbibliotecario de OCLC WorldCat Resource Sharing puede solicitar recursos a la Biblioteca de Derecho.
- Salones de Computadoras - La Biblioteca tiene varios salones de computadoras disponibles para sus usuarios primarios y terminales con Internet para todos los usuarios que asisten a la Biblioteca. Existe servicio de impresión disponible a un costo razonable.
- Servicio de Referencia - La Biblioteca cuenta con servicio de referencia para todo aquel usuario que así lo requiera. Cualquier usuario que necesite ayuda para realizar investigaciones en el campo jurídico, puede solicitarla por correo electrónico, teléfono o de forma presencial.
- Otros Servicios - También están disponibles los servicios de préstamo de salones de estudio grupal e individual, diversidad de bases de datos de búsqueda e investigación, salón preparado para personas con impedimentos, preparación de adiestramientos a petición de los profesores, estudiantes y comunidad en general, Internet inalámbrico para los usuarios primarios,  Fotocopiadoras

## Horario de Servicio
- Lunes a viernes - 7:30 a.m. - 11:45 p.m.
- Sábados, domingos y Días Feriados - 8:00 a.m. - 10:15 p.m.